# Sons of Northern Darkness
Sons of Northern Darkness sedmi je studijski album norveškog black metal-sastava Immortal. Objavljen je 4. veljače 2002., a objavila ga je diskografska kuća Nuclear Blast Records. Posljednji je album skupine objavljen prije njezina raspada 2003. i ponovnog okupljanja 2006. Do travnja 2002. godine prodan je u otprilike 3223 primjerka u SAD-u. 
Posljednji je album sastava s basistom Iscarijom koji je svirao na pjesmi "One by One". Na preostalim je pjesmama bas-gitaru svirao Abbath.

## Popis pjesama
Tekstovi: Demonaz, glazba: Abbath, Horgh.
| 1.    | »One by One«                | 5:00 |
| 2.    | »Sons of Northern Darkness« | 4:47 |
| 3.    | »Tyrants«                   | 6:19 |
| 4.    | »Demonium«                  | 3:57 |
| 5.    | »Within the Dark Mind«      | 7:32 |
| 6.    | »In My Kingdom Cold«        | 7:17 |
| 7.    | »Antarctica«                | 7:13 |
| 8.    | »Beyond the North Waves«    | 8:07 |
| 50:12 |                             |      |

| Dodatne pjesme na izdanju iz 2006. | Dodatne pjesme na izdanju iz 2006. | Dodatne pjesme na izdanju iz 2006. | Dodatne pjesme na izdanju iz 2006. | Dodatne pjesme na izdanju iz 2006. | Dodatne pjesme na izdanju iz 2006. | Dodatne pjesme na izdanju iz 2006. | Dodatne pjesme na izdanju iz 2006. | Dodatne pjesme na izdanju iz 2006. | Dodatne pjesme na izdanju iz 2006. |
| Br.                                | Skladba                            | Trajanje                           |                                    |                                    |                                    |                                    |                                    |                                    |                                    |
| ---------------------------------- | ---------------------------------- | ---------------------------------- | ---------------------------------- | ---------------------------------- | ---------------------------------- | ---------------------------------- | ---------------------------------- | ---------------------------------- | ---------------------------------- |
| 1.                                 | »Wrath from Above« (uživo)         | 6:19                               |                                    |                                    |                                    |                                    |                                    |                                    |                                    |
| 2.                                 | »Damned in Black« (uživo)          | 7:42                               |                                    |                                    |                                    |                                    |                                    |                                    |                                    |
| 3.                                 | »One by One« (uživo)               | 5:41                               |                                    |                                    |                                    |                                    |                                    |                                    |                                    |
| 4.                                 | »Tyrants (Part 1)« (uživo)         | 2:00                               |                                    |                                    |                                    |                                    |                                    |                                    |                                    |
| 5.                                 | »Tyrants (Part 2)« (uživo)         | 4:56                               |                                    |                                    |                                    |                                    |                                    |                                    |                                    |
| 6.                                 | »Solarfall« (uživo)                | 6:58                               |                                    |                                    |                                    |                                    |                                    |                                    |                                    |
| 7.                                 | »Beyond the North Waves« (uživo)   | 10:36                              |                                    |                                    |                                    |                                    |                                    |                                    |                                    |
| 44:12                              |                                    |                                    |                                    |                                    |                                    |                                    |                                    |                                    |                                    |

## Recenzije
AllMusic ga je nazvao "vjerojatno jednim od najboljih black metal-izdanja ikad objavljenih" i "remek-djelom".

## Zasluge
| Immortal - Demonaz – grafika - Abbath – vokali, gitara, bas-gitara (pjesme 2. – 8.),produkcija - Horgh – bubnjevi, produkcija, grafika - Iscariah – bas-gitara (pjesma 1.) | Ostalo osoblje - Bjørn Stian Bjoarvik – grafika - Kay Berg – slike omota - Peter Tägtgren – produkcija, mix - Lars Szöke – inženjer zvuka |